# Bandicota indica
Bandicota indica är en däggdjursart som först beskrevs av Johann Matthäus Bechstein 1800.  Bandicota indica ingår i släktet bandicootråttor och familjen råttdjur. IUCN kategoriserar arten globalt som livskraftig. Inga underarter finns listade.
Artens storlek varierar mycket. Den kan ha en kroppslängd (huvud och bål) av 150 till 309 mm, en svanslängd av 115 till 270 mm och en vikt upp till 870 g eller sällan upp till 1000 g. Bandicota indica har 39 till 58,5 mm långa bakfötter och 19 till 35 mm långa öron. Pälsen på ovansidan är svartbrun och den kan ha en röd skugga. På undersidan förekommer mörkgrå päls, med ljusbruna hårspetsar hos vissa exemplar. Jämförd med andra släktmedlemmar har arten en bredare fot med kraftiga klor. Större öron är glesare täckt med hår än mindre öron.
Denna gnagare förekommer i södra och sydöstra Asien. Utbredningsområdet sträcker sig från Indien och Nepal till sydöstra Kina och Vietnam. Dessutom blev arten introducerad på Malackahalvön och Java. Bandicota indica når i bergstrakter 1500 meter över havet. Artens naturliga habitat är träskmarker. Den vistas gärna i risodlingar och den uppsöker även människans samhällen. Boet grävs i upphöjd torr mark. Per kull föds fem till sju ungar.
Bandicota indica är känd för sin bra simförmåga och den protesterar högljudd när den fångas. Arten är allätare och livnär sig av gröna växtdelar, frukter, grönsaker, nötter, ryggradslösa djur, mindre kräldjur och fågelungar. Boet kan vara en kort underjordisk gång eller ett komplext tunnelsystem. Förrådet som lagras i boet är inte lika stort som hos Bandicota bengalensis. Rummet där ungarna föds fodras med blad och andra växtdelar. Ungarna föds efter cirka 23 dagar dräktighet.